# K12 (山)
K12 (ウルドゥー語: کے ۱۲)は、カラコルム山脈・サルトロ山地で2番目に高い山である。シアチェン地域の管理ラインの近くにあり、インドが実効支配している。その名称は、カラコルム山脈の最初の測量でつけられた名称に由来する。

## 概要
K12はシアチェン氷河の南西に位置する。K12からの氷河は北東の斜面に向かい、シアチェン氷河に続いている。K12の西面はビラフォンド氷河系に続き、そこからダンサム川を経て最終的にはインダス川に流れる。
この地域の不安定な政治情勢と軍事活動の継続のため、K12への登山は長らく行われてこなかった。初めての挑戦は、1957年の探検家エリック・シプトンによるカラコルム探検の後の1960年である。1971年に日本隊が挑戦したが失敗した。
1974年9月1日、日本の京都大学山岳部の高木真一と伊藤勤が初登頂に成功したが、同日夕方に消息を絶った。下山中に滑落して死亡したものとみられる。遺体は回収されていない。別の日本隊が1975年に2度目の登頂を行った。1984年、インド軍が、シアチェン氷河における管理ラインの境界が設定されていない部分に対するパキスタンによる領有主張に対抗する計画の一環として、この山に登頂した。Himalayan Indexには、その後の登頂や登頂挑戦の記録はない。

## 情報源
- Jerzy Wala, Orographical Sketch Map of the Karakoram, Swiss Foundation for Alpine Research, 1990.
- Jill Neate, High Asia: an illustrated history of the 7,000 metre peaks, The Mountaineers, 1989.